# NGC 286
NGC 286 è una galassia lenticolare situata nella costellazione della Balena.

## Descrizione
Data la sua luminosità superficiale pari a 14,27, NGC 286 può essere classificata come una galassia a bassa luminosità superficiale (nella letteratura in lingua inglese abbreviata in LSB, acronimo di Low Surface Brightness). Le galassie LSB sono galassie di tipo diffuso (D) con una luminosità superficiale inferiore di almeno una magnitudine a quella del cielo notturno circostante.

## Scoperta
NGC 286 è stata scoperta il 2 ottobre 1886 dall'astronomo americano Francis Leavenworth, che l'ha descritta come "estremamente debole, piccola e rotonda, quarta di un gruppo di quattro" che comprende anche NGC 283, NGC 284 e NGC 285. Queste quattro galassie si trovano nella stessa regione di cielo, a una distanza simile dalla nostra Via Lattea. Sembrerebbero quindi costituire un gruppo di galassie, che però non è stato descritto da alcun autore.